# Palmentang

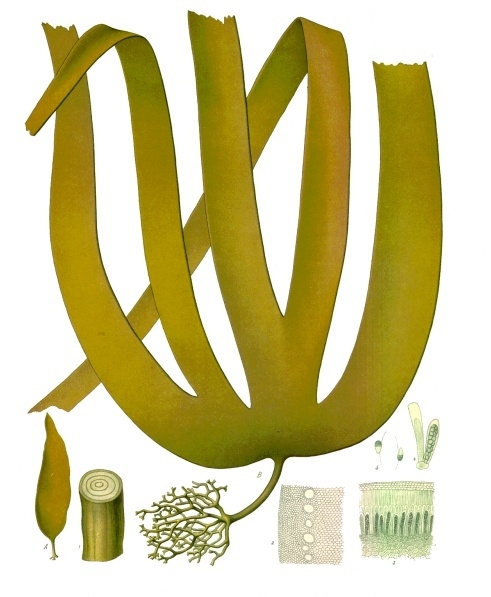
Illustration aus Köhlers Medizinal-Pflanzen

Der Palmentang (Laminaria hyperborea) ist eine Braunalgenart aus der Ordnung der Laminariales. Er bildet an den Küsten im Nordostatlantik ausgedehnte Tangwälder und kommt auch in der Nordsee und Ostsee vor. Er wird zur Gewinnung von Alginat wirtschaftlich genutzt.

## Beschreibung
Der Palmentang ist ein stattlicher mehrjähriger Tang von palmenähnlichem Habitus, der 2 bis 3 m lang werden kann. Der Sporophyt ist mit einem kräftigen krallenartigen, konischen Haftorgan (Rhizoid) am felsigen Untergrund befestigt. Oberhalb davon gliedert sich der Thallus in einen Stiel (Cauloid) und eine blattartige Fläche (Phylloid) und weist differenzierte Gewebe auf.
Der Stiel ist rund, steif und besitzt eine raue, runzelige Oberfläche, die oft von Rotalgen besiedelt wird. Die Länge des Stiels erreicht abhängig von der besiedelten Wassertiefe 0,2–1,5 (selten bis 2) m. Er besteht aus einer Rindenschicht und einem Zentralkörper, in dem echte Leitungsbahnen verlaufen und sekundäres Dickenwachstum durch Jahresringe erkennbar ist. Das braune, lederartig derbe Phylloid mit einer Länge bis 1,5 m ist fingerförmig geteilt und ist durch einen herzförmigen Blattansatz gekennzeichnet.
Der Palmentang unterscheidet sich vom ähnlichen Fingertang (Laminaria digitata) durch seinen runden, steifen, rauen Stiel sowie die hellere Blattfläche mit herzförmig ausgerandeter Blattbasis.

### Laubwechsel
Das Blatt des Palmentangs wird in jedem Jahr erneuert. Bereits im Winter werden dazu die im alten Laub gespeicherten Reservestoffe in die Wachstumszone transportiert. Mit zunehmendem Licht wächst im Frühling von der Blattbasis her ein neues Phylloid heran, dem das vorjährige Blatt noch bis Anfang Mai aufsitzt. Dann wird das alte Laub meist bei Sturm abgerissen und in großen Mengen an den Strand gespült.

### Entwicklung
Der Palmentang besitzt einen Generationswechsel mit zwei sehr verschiedenen Generationen. Der sichtbare Tang ist der diploide Sporophyt. Im Herbst und Winter werden auf dem Phylloid in unregelmäßigen dunkleren Flecken (Sori) die schlauchförmigen Sporangien gebildet. In jedem Sporangium entstehen durch Meiose 32 bewegliche Zoosporen. Diese wachsen zum haploiden Gametophyt heran, der aus mikroskopisch kleinen, verzweigten Zellfäden besteht. Bei niedrigen Temperaturen (4–10 °C) werden hier die Eizellen und Spermatozoiden gebildet. Nach der Befruchtung setzt die Zygote sich fest und keimt zu einem jungen Sporophyten aus. Die Jungpflanzen werden mit zwei oder drei Jahren erstmals fertil.
Der Palmentang kann bis 15 Jahre alt werden.

## Ökologie
Die Stiele des Palmentangs sind oft von zahlreichen epiphytischen Rotalgen besetzt, beispielsweise Palmaria palmata, Phycodrys rubens, Membranoptera alata, Ptilota gunneri und Cryptopleura ramosa. In größerer Tiefe sind die Thalli häufig von Moostierchen (Membranipora membranacea) überwachsen.
Bei massenhafter Beweidung durch den grünen Seeigel Strongylocentrotus droebachiensis können die Bestände des Palmentangs völlig zurückgedrängt werden. In den überweideten Zonen dominieren dann mehr als fünf Jahre lang koralline Krustenalgen und Seeigel.

## Vorkommen
Der Palmentang ist vor den Küsten des östlichen Nordatlantik von Island und Norwegen bis nach Spanien und zu den Kanaren verbreitet. Er kommt auf geeignetem Substrat auch in der Nordsee und Ostsee vor, beispielsweise bei Helgoland.
Er besiedelt das Sublitoral und bildet auf felsigem Untergrund dichte Tangwälder. In der Nordsee wächst er in 1–4 m Tiefe unterhalb der Niedrigwasserlinie als geschlossener Bestand, bis hinab zu einer maximalen Tiefe von 8 m kommt er nur noch lückig vor. In klarem Wasser kann er jedoch bis in 24 m Tiefe bestandsbildend wachsen und bis zu einer Tiefe von 32 m vordringen.

## Systematik
Die Erstbeschreibung des Palmentangs erfolgte 1766 durch Johan Ernst Gunnerus unter dem Namen Fucus hyperboreus (in: Flora Norvegica 34, Abb. 3, Nr. 61). Michael Heggelund Foslie stellte die Art 1884 in die Gattung Laminaria (in: Über die Laminarien Norwegens. Christiania Videnskabers Selskabs Forhandlinger 14, S. 42).
Synonyme für Laminaria hyperborea (Gunnerus) Foslie sind Fucus hyperboreus Gunnerus, Fucus scoparius Ström, Hafgygia cloustonii (Edmondston) Aresch., Laminaria cloustonii Edmondston und Laminaria hyperborea f. compressa Foslie.
Laminaria hyperborea gehört zur Familie Laminariaceae innerhalb der Ordnung der Laminariales.

## Nutzung
Früher wurden die angespülten oder bei Niedrigwasser geernteten Tange als Dünger verwendet. Im Mittelalter war die Veraschung der Algen (Kelp) von wirtschaftlicher Bedeutung, um daraus Alkalien zu gewinnen, die für die Seifen- und Glasherstellung benötigt wurden. Später kam die Tangveraschung noch einmal zur Erzeugung von Iod zur Blüte.
Heute ist Palmentang ein wichtiger Lieferant von Alginat, das beispielsweise in der Lebensmittel-, Kosmetik-, Textil-, Kautschuk- oder Papierindustrie eingesetzt wird. Hauptlieferanten sind Norwegen und Schottland. Die Ernte in Irland wurde in den letzten Jahren beendet.